# I Wish For You
「I Wish For You」（アイ・ウィッシュ・フォー・ユー）は、EXILEの楽曲。2010年10月6日にrhythm zoneから35枚目のシングルとして発売された。

## 概要
前作『もっと強く』から1カ月ぶりのシングル。デビュー9周年を迎え、活動10年目に突入することを記念したシングルで、2カ月連続リリースの第2弾。「CD+DVD」「CDのみ」の2形態で発売。DVDには表題曲のVideo Clipを収録。初回仕様がスリーブケース仕様となっている。
カップリングとして、表題曲および過去のヒット曲のハウスミックスバージョンを収録。
表題曲は、第52回日本レコード大賞を受賞。浜崎あゆみ以来史上2組目の3連覇となった。
表題曲は、2015年8月に100万ダウンロードを記録し、日本レコード協会からミリオン認定された。

## 収録曲

### CD
※「VICTORY -House Mix-」以降、Bouns Track。
1. I Wish For You（Vocal：ATSUSHI, TAKAHIRO, NESMITH, SHOKICHI）
作詞：michico / 作曲：T.Kura, michico / 編曲：T. Kura
  - TBS系『2010 世界バレー』テーマソング
  - TBS系スペシャルドラマ『明日もまた生きていこう』エンディングテーマ
  - TOYOTA「WISH」CMソング[18]
2. I Wish For You (Instrumental)
3. I Wish For You -House Mix-
編曲：DJ KAYA (UNITED COLORS), Ayumu Ogawa (UNITED COLORS)
4. VICTORY -House Mix-
作詞：ATSUSHI / 作曲：春川仁志 / 編曲：DJ KAYA (UNITED COLORS), Ayumu Ogawa (UNITED COLORS)
  - 33rdシングル『FANTASY』収録曲のリミックスバージョン
5. Someday -House Mix-
作詞：ATSUSHI / 作曲：miwa furuse / 編曲：DJ KAYA (UNITED COLORS), Ayumu Ogawa (UNITED COLORS)
  - 30thシングルのリミックスバージョン
  - 32ndシングル『THE GENERATION 〜ふたつの唇〜』収録曲
6. 銀河鉄道999 -House Mix- feat. VERBAL (m-flo)
作詞：奈良橋陽子, 山川啓介 / 作曲：タケカワユキヒデ / RAP詞：VERBAL / 編曲：DJ KAYA (UNITED COLORS), Ayumu Ogawa (UNITED COLORS)
  - ベスト・アルバム『EXILE CATCHY BEST』収録曲のリミックスバージョン
  - ゴダイゴの11thシングルのカバー
7. Choo Choo TRAIN -House Mix-
作詞：Arisu Sato / 作曲：Keizo Nakanishi / 編曲：DJ KAYA (UNITED COLORS), Ayumu Ogawa (UNITED COLORS)
  - 10thシングルのリミックスバージョン
  - ZOOの4thシングルのカバー

### DVD
※CD+DVDのみ
1. I Wish For You (Video Clip)
  - 『EXILE LIVE TOUR 2010 FANTASY』のライブ映像で構成されている[19]。

## 収録アルバム
I Wish For You
- 願いの塔
- EXILE JAPAN（Tower Of Wish Version）
- EXILE BEST HITS -LOVE SIDE / SOUL SIDE-
- EXTREME BEST

## カバー
- EXILE TRIBE（2014年、シングル『THE REVOLUTION』収録）